# Konstruktivism (pedagogik)
Konstruktivism är en  skolbildning inom pedagogik som betonar att människor själva skapar och konstruerar kunskap i interaktion med omvärlden, till skillnad från äldre tankar där kunskap betraktas mer som en entitet som kan överföras från exempelvis en lärare eller bok till individen. I studiesituationer är konsekvenser av teorin ett ökat fokuserande på studenten snarare än - som ofta tidigare - lärare och läromedel, och tanken är att undervisningen är till för att stödja och underlätta studentens eget lärande. Som tidig teoretiker nämns ofta Jean Piaget.